# 오마르 엘카두리
오마르 엘카두리(아랍어: عمر القدوري Omar El Kaddouri[*], 1990년 8월 21일 ~ )는 현재 PAOK에서 미드필더에서 뛰는 모로코계의 벨기에 축구 선수이다.

## 경력

### 브레시아
안데를레흐트 유스팀 출신인, 오마르는 1군팀 출전을 하지 못하고 2008년에 브레시아로 팔렸다. 그는 2008-09, 2009-2010 시즌을 브레시아 유스팀에서 보냈고, 2009년 3월 30일에 팀이 리보르노와 2-2 무승부를 거둔 경기에서 1군팀 첫 출전을 해냈다. 1군팀에서 출전할 기회가 부족하자, 그는 레가 프로 1 팀 쥐트티롤로 임대를 갔고, 32경기에 출전하여 2골과 10 도움을 기록했다.
그는 2011-12 시즌에 브레시아로 돌아왔고 프리시즌에 즉시 1군팀에 들어갔다. 2011-12 세리에 B에서 7득점 1도움을 기록하는등 그가 보여준 놀라운 활약에, AC 밀란, 유벤투스, 파르마 같은 빅클럽들이 그에게 관심을 보였다.
2012년 여름에, 오마르는 그의 이전 에이전트가 그를 좀더 상위권의 팀으로 이적시키는데 실패하자 미노 라이올라를 에이전트로 선임하였다.

### 나폴리
2012년 8월 24일, 엘카두리는 나폴리와 정식 계약을 하였다.

### 토리노
2013년 여름에 엘카두리는 토리노로 임대되었다. 2013년 8월 25일, 사수올로를 2-0으로 이긴 경기에서 후보 선수로 출전하며 데뷔전을 치렀다. 2013년 11월 24일, 그는 카타니아를 상대로 골을 넣으며 팀의 4-1 승리에 기여를 하였다.